# Proporció cervell-massa corporal
| Animals     | Proporció cervell-massa corporal |
| ----------- | -------------------------------- |
| Aus petites | 1/12                             |
| Humans      | 1/40                             |
| Ratolins    | 1/40                             |
| Gats        | 1/100                            |
| Gossos      | 1/125                            |
| Granotes    | 1/172                            |
| Lleons      | 1/550                            |
| Elefants    | 1/560                            |
| Cavalls     | 1/600                            |
| Taurons     | 1/2496                           |
| Hipopòtams  | 1/2789                           |

La proporció cervell-massa corporal, és una proporció entre el pes del cervell i el pes corporal, el qual hipotèticament pot estimar en forma aproximada la intel·ligència d'un animal. Una mesura més complexa és el quocient d'encefalització, el qual té en compte els efectes al·lomètrics de la mida corporal altament variable entre els diversos taxons. Però la proporció cervell-massa corporal és fàcil de realitzar i segueix sent una eina útil per a comparar l'encefalització entre espècies, especialment en aquelles estretament relacionades.
La mida neta del cervell està positivament relacionat amb la mida d'un animal. Però aquesta relació no és lineal, els animals petits com els ratolins, tenen una relació cervell-cos similar a la dels humans, mentre els elefants tenen aquesta relació cervell-cos molt més reduïda, però es tracta d'animals amb evident intel·ligència.
Els dofins tenen la proporció cervell-massa corporal més alta entre els cetacis. Els taurons tenen la proporció més alta entre els peixos i els pops i aranyes saltadores, la més alta entre els invertebrats. Els humans tenen una proporció cervell-massa corporal més alta que qualsevol d'aquests animals. Malgrat tot, les musaranyes, en les quals el seu cervell constitueix prop del 10% de la seva massa corporal, tenen la relació cervell-cos més alta de tots els animals coneguts.
En animals taxonòmicament relacionats, la capacitat cognitiva aparentment està ben relacionada amb la mida neta del cervell que amb la proporció cervell-massa corporal, aquest fet si més no sembla cert en els primats.